# Дзвинячская сельская община
Дзвинячская сельская общи́на (укр. Дзвиняцька сільська громада) — территориальная община в Ивано-Франковском районе Ивано-Франковской области Украины.
Административный центр — село Дзвиняч.
Население составляет 8291 человек. Площадь — 80 км².

## Населённые пункты
В состав общины входят 5 сёл:
- Дзвиняч
- Космач
- Луквица
- Межгорье
- Росильна